# George Grantham Bain
George Grantham Bain, född 7 januari 1865 i Chicago, Illinois, död 20 april 1944, var en amerikansk nyhetsfotograf. Han grundade 1898 bildtjänsten Bain News Service med betoning på livet i New York City.
Bain växte upp i Saint Louis och utexaminerades från Saint Louis University. Han anställdes av nyhetsbyrån United Press och startade sedan eget 1898. Han var en pionjär inom bildtjänstbranschen och hans fotografier om kändisar, parader, politiker, flygplan, första världskriget och mexikanska revolutionen blev kända i hela världen.